# Шуб'яни
Шуб'я́ни (рос. Шубяны) — присілок у складі Юр'янського району Кіровської області, Росія. Входить до складу Івановського сільського поселення.
Населення становить 39 осіб (2010, 137 у 2002).
Національний склад станом на 2002 рік — росіяни 79 %.